# حزب الخضر الأسترالي
حزب الخضر الأسترالي، المعروف بحزب الخضر، هو حزب سياسي أخضر في أستراليا. اعتبارًا من الانتخابات الفيدرالية لعام 2019، أصبح حزب الخضر حاليًا ثالث أكبر حزب سياسي حاصل على تصويت في أستراليا. زعيم الحزب هو آدم باندت، ونوابه المساعدون هم لاريسا ووترز ونيك مكيم.
تأسس الحزب في عام 1992، وهو اتحاد مؤلف من ثمانية أحزاب حكومية وإقليمية. يتبنى الحزب أربع قيم أساسية هي: الاستدامة الإيكولوجية، والعدالة الاجتماعية، والديمقراطية القاعدية، والسلام واللاعنف.
يمكن إرجاع الأوساط المعنية بالحزب إلى أصول مختلفة، وعلى نحو خاص، إلى الحركة البيئية المبكرة في أستراليا، وتشكيل مجموعة تسمانيا المتحدة (يو تي جي) -أحد الأحزاب الخضراء الأولى في العالم- وأيضًا حركة نزع السلاح النووي في ولاية أستراليا الغربية، ومجموعات من اليسار الصناعي في ولاية نيوساوث ويلز. حدث تنسيق بين الجماعات المناصرة للبيئة في ثمانينات القرن العشرين، مع حدوث احتجاجات واسعة مختلفة. كان من بين الشخصيات الرئيسة المشاركة في هذه الحملات بوب براون وكريستين ميلن، اللذان شاركا في التنافس على مقاعد برلمان تسمانيا والفوز بها، ومن ثم تشكيل حزب الخضر في تسمانيا في نهاية المطاف- في وقت لاحق، أصبح براون وميلن زعيمين للحزب الفيدرالي.
يستمد حزب الخضر، على نحو عام، التأييد من الناخبين الشباب ذوي التحصيل التعليمي الأعلى من المتوسط. استوعب حزب الخضر قدرًا كبيرًا من قاعدة تأييد الديمقراطيين الأستراليين بعد انهيارها كحزب ثالث في أستراليا، واستوعب العديد من السياسات الاجتماعية والبيئية والقضايا التي دافع عنها الديمقراطيون، والتي تناولها أنصار حزب الخضر من بعدهم. مثله كمثل الديمقراطيين، نجد أن لحزب الخضر نسبة عالية من المؤيدين الحاصلين على تعليم جامعي، والذين تقل أعمارهم عن أربعين عامًا، والمعروفين بصفتهم محترفين في مجالهم، وأصحاب الأعمال الصغيرة، والذين يكسبون أجورًا أعلى من متوسط الأجر الوطني. الجدير بالملاحظة، أنه منذ إنشاء الحزب، حدثت أيضًا زيادة مطردة في دعم الطبقة العاملة  للخضر.
عقب الانتخابات الفيدرالية لعام 2016، كان لحزب الخضر الأسترالي تسعة أعضاء في مجلس الشيوخ وعضو واحد في مجلس النواب، و23 ممثلًا منتخبًا في برلمانات الولايات والأقاليم، وأكثر من 100 عضو من المجالس المحلية، وأكثر من 15,000 عضو في الحزب (اعتبارًا من عام 2016). أُبقيَ على جميع مقاعد مجلس الشيوخ ومجلس النواب في انتخابات عام 2019.

## نبذة تاريخية

### التشكيل
ضم تشكيل حزب الخضر الأسترالي في عام 1992 العديد من المجموعات الخضراء، من منظمات حكومية ومحلّية، كان بعضها قائمًا منذ 20 عامًا.
تأسست مجموعة تسمانيا المتحدة، سلف حزب الخضر التاسمانيين (وهي أقدم عضوية موجود في اتحاد الأحزاب الذي شكل حزب الخضر الأسترالي)، في عام 1972 لمعارضة بناء سدود جديدة من أجل إغراق بحيرة بيدر. فشلت الحملة في منع إغراق بحيرة بيدر، ولم يتمكن الحزب من الحصول على تمثيل سياسي. كان أحد مرشحي الحزب بوب براون، وطبيب من مدينة لاونسستون.
في أواخر سبعينيات وثمانينيات القرن العشرين، شهدت حملة عامة لمنع بناء سد فرانكلين في تسمانيا انتخاب نورم ساندرز، وهو ناشط ومناصر لحماية البيئة، لعضوية مجلس النواب في تسمانيا بوصفه ديمقراطيًا أستراليًا. خاض براون، مدير جمعية الحياة البرية آنذاك، الانتخابات بوصفه ناخبًا مستقلًا، لكنه فشل في الفوز بمقعد.
في عام 1982 استقال نورم ساندرز من مجلس نواب تسمانيا، وانتُخب براون ليحل محله.
أثناء زيارتها لأستراليا في عام 1984، حثت بترا كيلي، عضو حزب الخضر في ألمانيا الغربية، مختلف فئات حزب الخضر في أستراليا على تطوير هوية وطنية. نتيجة لذلك، إلى حد ما، تجمع نحو 50 ناشطًا من حزب الخضر في تسمانيا في ديسمبر لتنظيم مؤتمر وطني.
صيغ اسم «حزب الخضر» لأول مرة في مدينة سيدني في ثمانينات القرن الماضي من خلال ما وصفته مجلة ذا مانثلي ماجزين بأنهم «مجموعة من الراديكاليين في الأحياء الداخلية من المدن الملتزمين بالسلوك المتوطن ونزع السلاح النووي وقضايا البيئة الحضرية، مثل وقف إنشاء الطرق السريعة والحفاظ على المتنزهات». تشكلت هذه المجموعة باسم حزب الخضر في سيدني، وتطورت إلى التحالف الأخضر، بهدف معلن هو عدم تشكيل «حزب هرمي تقليدي». طبقًا لتقرير المنسق الحزبي هال غرينلاند، كان براون مترددًا حين أعلن لأول مرة عن الاندماج في حركة بوب براون التاسمانية، وذلك بسبب ما اعتبره براون «اليسارية الفوضوية» لحركة سيدني. كان تنظيم الخضر في ولاية نيوساوث ويلز (إن أس دابليو) وتنظيم الخضر في ولاية أستراليا الغربية (دابليو إيه) حذرين أيضًا من الدمج بسبب شواغل الحكم الذاتي المحلي، وفشلت محاولة براون في عام 1986 لتشكيل حزب وطني. غير أن الحركة المنادية بحزب وطني استمرت. في محاولة للحد من نفوذ الحزب الاشتراكي الديمقراطي (حزب العمال الاشتراكي سابقًا، والتحالف الاشتراكي الآن) في تنظيم الخضر في ولاية نيوساوث ويلز، نجح براون في الدعوة إلى حظر العضوية المزدوجة للخضر في عام 1991. عقب تشكيل الحزب الوطني في عام 1992، ظلت اختلافات التركيز الإقليمي داخل حزب الخضر، مع بقاء أعضاء «اليسار الصناعي» في فرع ولاية نيوساوث ويلز.
تحصلت حركة الخضر على أول ممثل برلماني فيدرالي لها، حينما كان السيناتور جو فالنتاين من أستراليا الغربية -الذي انتُخب في عام 1984 لصالح حزب نزع السلاح النووي ثم لاحقًا بوصفه ناخبًا مستقلًا- جزءًا من تشكيل تنظيم الخضر (دابليو إيه) ومن ثم انضم إليه، وهو حزب تأسس في ولاية أستراليا الغربية، ولم يكن منتسبًا إلى حزب الخضر الأسترالي في ذلك الوقت.
في عام 1992، اجتمع ممثلون من جميع أنحاء الدولة في شمال سيدني، واتفقوا على تشكيل حزب الخضر الأسترالي، رغم أن أحزاب الخضر في الولايات، ولا سيما في ولاية أستراليا الغربية، احتفظت بهويتها المستقلة لفترة من الزمن. استقال براون من برلمان تسمانيا في عام 1993، وانتُخب في عام 1996 عضوًا في مجلس الشيوخ عن ولاية تسمانيا، بصفته أول مرشح عن حزب الخضر الأسترالي.
كان تنظيم الخضر في ولاية أستراليا الغربية (دابليو إيه)، في البداية، هو الأكثر نجاحًا من بين جماعات الخضر خلال هذه الفترة، وكان في ذلك الوقت ما زال يُعتبر تنظيمًا منفصلًا عن حزب الخضر الأسترالي. خلفت كريستابل تشاماريت السيناتور فالنتاين في عام 1992، وانضمت إليها دي مارغيتس في عام 1993، لكن تشاماريت هُزمت في الانتخابات الفيدرالية في عام 1996. عارضت مارغيتس برنامج إصلاح العلاقات الصناعية لحكومة هوارد. في أعقاب احتجاج «موكب كانبرا» في 19 أغسطس 1996، والذي شارك فيه نحو 2000 مدني انفصالي بأعمال شغب حول مبنى البرلمان وداخله، قالت مارغيتس لمجلس الشيوخ «إن تنظيم الخضر في ولاية أستراليا الغربية (دابليو إيه) لا يقحم نفسه في أعمال العنف»، وأنه بينما «من الواضح أن البعض في حركة الخضر لديهم آراء مختلفة بشأن ذلك»، فإنها شخصيًا لا تعتقد أن هناك «أي مبرر لاستخدام العنف بالقدر الذي رأيناه». خسرت مارغيتس مقعدها في الانتخابات الفيدرالية في عام 1998، تاركة براون بصفته العضو الوحيد لحزب الخضر الأسترالي في مجلس الشيوخ.